# Federico VII de Zollern
Federico VII de Zollern (en alemán: Friedrich VII. von Zollern) (siglo XIII - fallecido después del 6 de octubre de 1309) fue un noble germano, conde de Zollern desde 1298 hasta su muerte.

## Biografía
Federico era el hijo mayor del conde Federico VI de su matrimonio con Cunegunda (1265-1310), hija de Rodolfo I de Baden.
En 1298 se casó en el monasterio de  Stetten con Eufemia (fallecida en 1333), hija del conde Alberto II de Hohenberg-Rotenburg. Este matrimonio había sido mediado por el propio emperador Rodolfo I y puso fin a muchos años de rivalidad entre los condes suabos de Zollern y de Hohenberg .
Federico VII murió después del 6 de octubre de 1309. Tras de su muerte, el condado de Zollern fue heredado por su hermano menor Federico VIII.

## Matrimonio e hijos
Federico y Eufemia tuvieron dos hijos:
- Fritzli I (fallecido en 1313), futuro conde de Zollern
- Alberto (fallecido en 1320), casado con Guta de Gutenstein.